# 岡山県道383号九蟠東岡山停車場線
岡山県道383号九蟠東岡山停車場線（おかやまけんどう383ごう くばんひがしおかやまていしゃじょうせん）は、岡山県岡山市東区から岡山市中区に至る一般県道である。

## 概要
岡山市東区九蟠とJR西日本山陽本線・赤穂線 東岡山駅を結ぶ。
岡山市中区下・長岡交差点 - 岡山市中区土田・JR山陽本線・赤穂線東岡山駅前の区間は幅員が狭いため、一般には西側の岡山市道101000121号土田下線が利用される。

### 路線データ
- 起点：岡山県岡山市東区九蟠（岡山県道177号九蟠中野線起点）
- 終点：岡山県岡山市中区土田（JR西日本山陽本線・赤穂線 東岡山駅前、岡山県道81号東岡山御津線上、岡山県道384号今在家東岡山停車場線終点）
- 総延長：11.2 km
- 実延長：10.7 km

## 歴史
- 1963年（昭和38年）1月11日 - 岡山県告示第16号により認定される。

前身は1960年（昭和35年）3月18日岡山県告示第335号により認定された岡山県道九蟠西大寺停車場線。1961年（昭和36年）3月20日に国鉄（当時）山陽本線西大寺駅が東岡山駅に改称したことに伴う路線名称変更である。
- 1969年（昭和44年）2月18日 - 西大寺市が岡山市に編入されたことにより起点の地名表記が変更される（西大寺市九蟠→岡山市九蟠）。
- 1972年（昭和47年）秋頃 - 現行の県道番号に変更される。

## 路線状況

### 重複区間
- 国道250号（岡山市中区下および東区宍甘（しじかい）・宍甘交差点 - 岡山市中区下・長岡交差点）
- 岡山県道81号東岡山御津線（岡山市中区下・長岡交差点 - 岡山市中区土田・東岡山駅前（終点））

### 道路施設

#### 橋梁
- 砂川橋（砂川、岡山市東区政津）
- 目黒橋（庄内川、岡山市東区目黒町 - 岡山市中区長利）

## 地理

### 通過する自治体
- 岡山市（東区 - 中区）

### 交差する道路
| 交差する道路                                                                                        | 市町村名 | 市町村名 | 交差する場所     | 交差する場所                |
| --------------------------------------------------------------------------------------------------- | -------- | -------- | ---------------- | --------------------------- |
| 岡山県道177号九蟠中野線                                                                             | 岡山市   | 東区     | 九蟠             | 起点                        |
| 岡山県道383号九蟠東岡山停車場線 / バイパス                                                          | 岡山市   | 東区     | 升田             |                             |
| 岡山県道215号江崎金岡線                                                                             | 岡山市   | 東区     | 政津             |                             |
| 国道2号 / 岡山バイパス 岡山市道302000128号政津光津線                                                | 岡山市   | 東区     | 政津             | [ 注釈 2 ]                  |
| 岡山県道28号岡山牛窓線 / バイパス未供用                                                             | 岡山市   | 東区     | 松新町           |                             |
| 岡山県道28号岡山牛窓線                                                                              | 岡山市   | 東区     | 可知2丁目        | 益野交差点                  |
| 岡山県道383号九蟠東岡山停車場線 / バイパス / 岡山環状道路未供用                                     | 岡山市   | 中区     | 長利（ながとし） | 目黒橋交差点                |
| 国道250号 重複区間起点 岡山県道・兵庫県道96号岡山赤穂線 / 岡山環状道路未供用                        | 岡山市   | 中区     | 下               | 宍甘（しじかい）交差点      |
| 国道250号 重複区間起点 岡山県道・兵庫県道96号岡山赤穂線 / 岡山環状道路未供用                        | 岡山市   | 東区     | 宍甘（しじかい） | 宍甘（しじかい）交差点      |
| 国道250号 重複区間終点 岡山県道81号東岡山御津線 重複区間起点                                        | 岡山市   | 中区     | 下               | 長岡交差点                  |
| 岡山県道81号東岡山御津線 重複区間終点 岡山県道384号今在家東岡山停車場線 岡山市道101000121号土田下線 | 岡山市   | 中区     | 土田             | 東岡山駅前 / 終点           |
| バイパス                                                                                            |          |          |                  |                             |
| 岡山県道383号九蟠東岡山停車場線 / 現道                                                              | 岡山市   | 東区     | 升田             | バイパス起点                |
| 岡山市道301000209号江並升田線 / 岡山環状道路未供用                                                  | 岡山市   | 東区     | 升田             |                             |
| 岡山県道215号江崎金岡線                                                                             | 岡山市   | 東区     | 政津             |                             |
| 国道2号 / 岡山バイパス 岡山市道302000128号政津光津線                                                | 岡山市   | 東区     | 政津             |                             |
| 未供用区間                                                                                          |          |          |                  |                             |
| 岡山県道28号岡山牛窓線 / バイパス未供用                                                             | 岡山市   | 東区     | 益野町           |                             |
| 未供用区間                                                                                          |          |          |                  |                             |
| 岡山県道28号岡山牛窓線                                                                              | 岡山市   | 東区     | 益野町           |                             |
| 未供用区間                                                                                          |          |          |                  |                             |
| 岡山県道383号九蟠東岡山停車場線 / 現道                                                              | 岡山市   | 中区     | 長利（ながとし） | 目黒橋交差点 / バイパス終点 |

### 沿線
- 九蟠港
- 九蟠工業団地
- 津田港
- 大多羅寄宮跡
- JR西日本赤穂線 大多羅駅
- 岡山県立岡山城東高等学校
- JR西日本山陽本線・赤穂線 東岡山駅
- 岡山中央警察署 東岡山駅前交番